# 六信
六信（ろくしん）とは、ムスリム（イスラーム教徒スンナ派）が信じなければならない6つの信仰箇条。

## 概要
五行とともにイスラームの根幹を成す重要な定めである。
クルアーン中に6つを同時に述べた箇所は無いが、第2章177節や第54章49節のように部分的に言及している箇所はいくつかある。
なおシーア派では五信である。

## 一覧
| スンナ派 | 信仰箇条                                | シーア派 |
| -------- | --------------------------------------- | -------- |
| 1        | 唯一全能の神（アッラー）                | 1        |
| —        | 神の正義                                | 2        |
| 2        | 天使（マラーイカ）                      | —        |
| 3        | 啓典（神の啓示、キターブ）              | —        |
| 4        | 預言者（ナビー）                        | 3        |
| 4        | 使徒#イスラム教における使徒（ラスール） | —        |
| —        | イマーム                                | 4        |
| 5        | 来世（アーヒラ）                        | 5        |
| 6        | 定命（カダル）                          | —        |